# Gębarzewo (Grande-Pologne)
Pour les articles homonymes, voir Gębarzewo.
Gębarzewo (prononciation : [ɡɛmbaˈʐɛvɔ]) est un village polonais de la gmina de Czerniejewo dans le powiat de Gniezno de la voïvodie de Grande-Pologne dans le centre-ouest de la Pologne.
Il se situe à environ 7 kilomètres au nord-est de Czerniejewo (siège de la gmina), à 8 kilomètres au sud de Gniezno (siège du powiat) et à 45 kilomètres à l'est de Poznań (capitale régionale).

## Histoire
De 1975 à 1998, le village faisait partie du territoire de la voïvodie de Poznań.

Depuis 1999, Gębarzewo est situé dans la voïvodie de Grande-Pologne.